# Jewgeni Wiktorowitsch Warlamow
Jewgeni Wiktorowitsch Warlamow (russisch Евгений Викторович Варламов; * 7. Dezember 1976 in Tallinn, Estnische SSR) ist ein ehemaliger estnisch-russischer Eishockeyspieler, der im Laufe seiner Karriere für Torpedo Nischni Nowgorod, HK Metallurg Magnitogorsk und Ak Bars Kasan in der Kontinentalen Hockey-Liga und Superliga aktiv war.

## Karriere
Jewgeni Warlamow begann seine Karriere als Eishockeyspieler bei Krylja Sowetow Moskau, für das er von 1995 bis 1998 in der russischen Superliga aktiv war. Anschließend wechselte er zu deren Ligarivalen Ak Bars Kasan, mit dem er 2000 und 2002 jeweils Vizemeister wurde. Nach fünf Jahren in Kasan erhielt der Verteidiger einen Vertrag beim HK Metallurg Magnitogorsk, mit dem er 2004 erneut Vizemeister wurde sowie 2005 den Spengler Cup gewann. Zudem wurde Warlamow in der Saison 2006/07 erstmals in seiner Laufbahn Russischer Meister mit seiner Mannschaft, woraufhin er sich mit Metallurg für den IIHF European Champions Cup qualifizierte, den er ebenfalls mit Magnitogorsk gewann. In der Saison 2008/09 zog er mit seiner Mannschaft in das Finale der neu gegründeten Champions Hockey League ein, in dem er mit seinem Team den ZSC Lions aus der Schweizer National League A unterlag.
Ab Mai 2011 stand Warlamow bei Torpedo Nischni Nowgorod unter Vertrag, ehe er seine Karriere im Juli 2013 beendete.

### International
Zu Beginn seiner Karriere lief Warlamow für Estland auf und nahm 1993 an der U18-C-Europameisterschaft teil. Zwei Jahre später vertrat er die U20-Auswahl des Landes bei der U20-Weltmeisterschaft der Division C2.
Später entschied sich Warlamow für die russische Eishockeynationalmannschaft und kam zwischen 2005 und 2009 bei Länderspielen im Rahmen der Euro Hockey Tour zum Einsatz.

## Erfolge und Auszeichnungen
| - 2000 Russischer Vizemeister mit Ak Bars Kasan - 2002 Russischer Vizemeister mit Ak Bars Kasan - 2004 Russischer Vizemeister mit dem HK Metallurg Magnitogorsk - 2005 Spengler-Cup-Gewinn mit dem HK Metallurg Magnitogorsk - 2007 Russischer Meister mit dem HK Metallurg Magnitogorsk | - 2008 IIHF-European-Champions-Cup-Gewinn mit dem HK Metallurg Magnitogorsk - 2009 2. Platz Champions Hockey League mit dem HK Metallurg Magnitogorsk |

## KHL-Statistik
(Stand: Ende der Saison 2012/13)